# El Cangri.com
El Cangri.com è il secondo album in studio del cantante portoricano Daddy Yankee, pubblicato nel 2002.

## Tracce
1. Intro - Cangri – 2:08
2. Latigazo – 2:31
3. Guayando (feat. Nicky Jam) – 3:01
4. ¿Recuerdas? (feat. Speedy) – 3:12
5. Son las doce – 3:16
6. ¡Dimelo! – 3:13
7. Muevete y perrea (Nota Mix) – 2:44
8. Ella esta soltera (feat. Nicky Jam) – 3:08
9. Le gusta a la mujer (feat. Yaga & Mackie) – 3:36
10. Interlude – 0:53
11. No te canses 2003 – 2:34
12. El Cangri (feat. Lito & Polaco) – 3:28
13. Interlude – 0:44
14. Enciende – 3:59
15. Sigo algare – 2:48
16. Brugal Mix – 1:45
17. Outro – 0:34